# Murfeld
Murfeld var en kommun i distriktet Südoststeiermark i  förbundslandet Steiermark i Österrike. Kommunen upplöstes den 1 januari 2020. Kommundelen Seibersdorf bei Sankt Veit tillföll kommunen Sankt Veit in der Südsteiermark och resten av kommunen tillföll kommunen Straß in Steiermark, båda kommunerna i distriktet Leibnitz. Någon ort med namnet Murfeld fanns inte. 
Kommunen bestod av fem orter (Ortschaften):
- Lichendorf
- Oberschwarza
- Seibersdorf bei Sankt Veit
- Unterschwarza
- Weitersfeld an der Mur